# Заболоття (Львівський район)
За́болоття (до 1946 року - Колонія) —  село в Україні, у Львівському районі Львівської області. В селі постійно проживає 10 осіб. Орган місцевого самоврядування  — Комарнівська міська рада.